# Ecovirus
Un Ecovirus  (en anglès ECHO (Enteric Cytopathic Human Orphan) virus), és un tipus de virus d'ARN que pertany al gènere Enterovirus dins la família Picornaviridae. Els ecovirus es troben en el tracte gastrointestinal i l'exposició d'aquest virus causa altres malalties oportunístiques.
Es va aïllar de la femta de nens sense símptomes en la dècada de 1950.
Els ecovirus són altament infecciosos i el seu primer objectiu són els infants als quals poden causar febre aguda i és la causa més comuna de meningitis asèptica.
Està associada a taxes altes de mortalitat infantil.